# Otto Stromer von Reichenbach

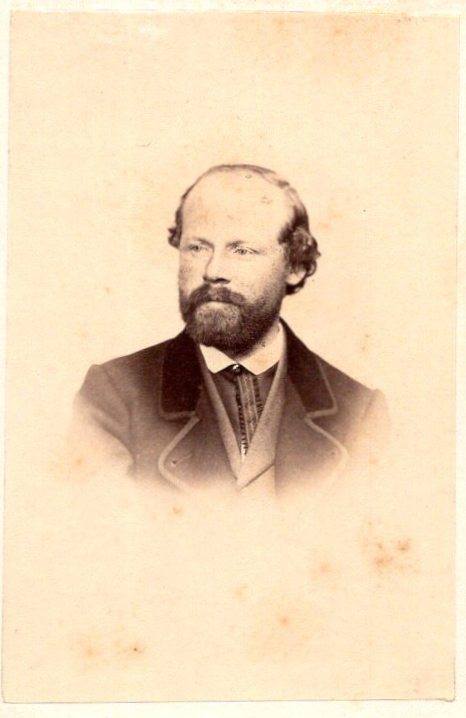
Otto Stromer von Reichenbach

Freiherr Karl Otto Stromer von Reichenbach (* 7. August 1831 in Schloss Grünsberg bei Altdorf; † 11. September 1891 in Nürnberg) war ab 1867 bis zu seinem Tod Erster Bürgermeister der Stadt Nürnberg.

## Herkunft, Familie
Karl Otto Stromer von Reichenbach gehörte einem Patriziergeschlecht an, das im Mittelalter zu den wichtigsten Patrizierfamilien der freien Reichsstadt Nürnberg gehörte. Einige Mitglieder der Familie Stromer (vorher auch Stromeir, Stromair und Stromeyer) fungierten als Vorderster Losunger und Bürgermeister von Nürnberg. Die Familie war seit ihrer Einwanderung nach Nürnberg mit Unterbrechungen im „Inneren Rat“ von Nürnberg vertreten. Sein Vorfahr Ulman Stromer schrieb das früheste Werk der Nürnberger Geschichtsschreibung und gründete und betrieb die erste Papiermühle Deutschlands. Ein anderer Vorfahr, Peter Stromer, erfand die Nadelholzsaat. Der Leitspruch der Stromers lautet: dum spiro, spero – zu deutsch: solange ich atme, hoffe ich. Aus Otto Stromer von Reichenbachs Ehe mit Bertha Freiin von Beust (* 1842) gingen die Söhne Friedrich und Ernst Stromer von Reichenbach hervor.

## Leben

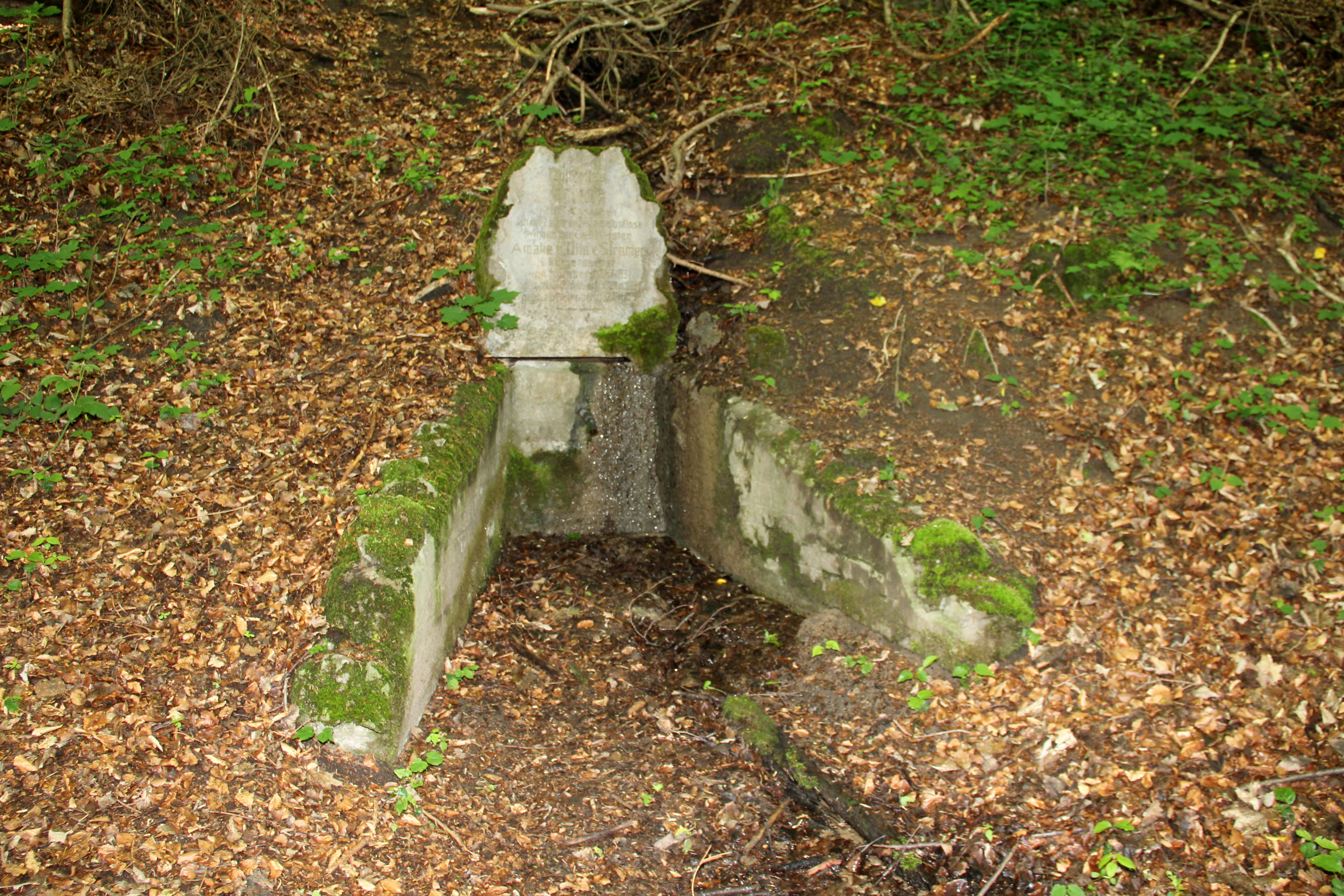
Das Dolderles Brünnle bei Grünsberg mit einer Inschrift zu Otto und Amalie Stromer

Karl Otto Stromer von Reichenbach besuchte in seiner Jugend das Melanchthon-Gymnasium und studierte Rechtswissenschaften an den Universitäten in München und Berlin. Nach Abschluss seines Studiums arbeitete er als Praktikant am Altdorfer und Nürnberger Gericht. Weiterhin war er Akzessist am Appellationsgericht in Bamberg, ab 1862 Assessor am Stadtgericht Nürnberg und ab 2. Januar 1867 am königlichen Bezirksgericht in Nürnberg.
Am 19. Juli 1867 wurde er vom Kollegium der Gemeindebevollmächtigten einstimmig zum „Ersten Bürgermeister“ gewählt. Er trat damit die Nachfolge von Maximilian von Wächter an. Mit Karl Otto Stromer von Reichenbach stand, bisher zum einzigen Mal seit Ende der reichsstädtischen Zeit im Jahre 1806, wieder ein Vertreter aus dem ehemaligen Patriziat an der Spitze der Stadt Nürnberg. In München stufte man Karl Otto Stromer von Reichenbach jedoch als zu liberal, kleindeutsch und preußenfreundlich ein und hegte anfangs schwere Bedenken gegen ihn, was zur Folge hatte, dass die Bestätigung der Wahl durch König Ludwig erst am 29. August 1867 erfolgte.
Während seiner vierundzwanzig Jahre dauernden Amtszeit gelang ihm der Auf- und Ausbau einer arbeitsfähigen Leistungsverwaltung, die im Zuge der neuen Gemeindeordnung von 1869 den wesentlich größer gewordenen Spielraum der kommunalen Selbstverwaltung auszugestalten hatte. Weiterhin wurde im Zeichen der Urbanisierung und Industrialisierung die städtische Infrastruktur verbessert, beziehungsweise erst geschaffen. Dazu gehören wichtige Großprojekte wie: Die Kommunalisierung des Gaswerks 1871, der Bau der Pferdebahn (Vorläufer der Straßenbahn) 1881, die Teilnahme an der Gründung des Bayerischen Gewerbemuseums 1869, die Anlage des Zentralfriedhofs (heutiger Westfriedhof) 1880, der Ausbau der Kanalisation und der Wasserversorgung sowie die Anlage des zentralen Vieh- und Schlachthofs in Sündersbühl.
Da die Stadt Nürnberg unvorhersehbar und nahezu explosionsartig wuchs, erwiesen sich einige der Projekte schon nach kurzer Zeit für den Bedarf Nürnbergs nicht ausreichend dimensioniert. Kritiker sprachen von einer nur „bedingt vorausschauenden“ Stadtplanung durch Karl Otto Stromer von Reichenbach, zudem er auch des Öfteren eine „eher zögerliche“ Haltung hinsichtlich der Einführung neuer Technologien vertrat.
Karl Otto Stromer von Reichenbach war 20 Jahre lang Präsident des Landrats (Vorläufer des heutigen Bezirkstags von Mittelfranken) und Gründungsmitglied des 1878 gegründeten Vereins für Geschichte der Stadt Nürnberg. Bemerkenswert hierbei ist, dass er sich trotz seines historischen Interesses für die weitgehende Niederlegung der Stadtmauern starkmachte. Wie viele seiner Zeitgenossen hielt er sie für ein Verkehrshindernis, einen Hemmschuh für die Verbesserung der öffentlichen Gesundheitspflege und der Wirtschaftsentwicklung. Eine Kooperation mit der stärker werdenden SPD lehnte er ab, im Gegensatz zu seinem Nachfolger Georg Ritter von Schuh.

## Leistungen
Karl Otto Stromer von Reichenbach initiierte persönlich die Gründung der am 1. November 1870 eröffneten Baugewerkschule, der am 15. Mai 1873 eröffneten Fortbildungsschule für Mädchen (die heutige Wirtschaftsschule in der Nunnenbeckstraße) und der Städtischen Musikschule (heute: Hochschule für Musik Nürnberg). Er setzte sich energisch für religiöse Toleranz und Gleichstellung der Konfessionen ein. Dies zeigte sich deutlich in der Rede zur Eröffnung der Synagoge im Jahr 1874 und in der Einführung der Gemeinschaftsschule 1871.

## Vereine
- Am 23. November 1866 wurde er Mitglied Nummer 559 des Pegnesischen Blumenordens
- Am 26. Mai 1879 gründete er den Fischereiverein Nürnberg e. V. (den ältesten Fischereiverein in Mittelfranken)